# Aloe balearica
Aloe balearica é uma espécie de liliopsida do gênero Aloe, pertencente à família Asphodelaceae.